# Joey Potter
(Joey a Dawson nell'episodio Addio Joey)
Josephine Lynn "Joey" Potter è uno dei personaggi della serie televisiva Dawson's Creek. È interpretata da Katie Holmes e doppiata nella versione italiana da Ilaria Latini.

## Descrizione del personaggio
Nata e cresciuta a Capeside nel Massachusetts, è la secondogenita di Mike e Lillian, quest'ultima la chiamò così ispirandosi al personaggio di Jo March del romanzo Piccole donne che le leggeva sempre, oltre al fatto che "Josephine" era anche il secondo nome di Lillian. Vive con la sorella maggione Bessie, purtroppo la madre è morta quando Joey era solo una ragazzina, questo avvenimento ha condizionato la sua vita, tanto che ha persino ammesso di non aver mai fumato una sigaretta proprio perché la madre è deceduta per il cancro ai polmoni, invece il padre Mike è stato arrestato per spaccio di marijuana.
Fin dall'infanzia è stata legata a Dawson Leery e Pacey Witter, con quest'ultimo ha sempre avuto un rapporto altalenante dato che lo considera immaturo e fastidioso, invece Dawson è il suo migliore amico, anche se in realtà Joey è perdutamente innamorata di lui, Dawson inizialmente ne era all'oscuro ma quando scopre i sentimenti che Joey nutre per lui, capisce di corrisponderla, dando inizio alla loro complessa e difficoltosa storia d'amore. Per Joey è stato umiliante affrontare l'arresto di suo padre (oltre a portargli rancore per le infedeltà nei confronti della moglie) avendo danneggiato la reputazione della propria famiglia davanti alla comunità, questo è uno dei motivi per cui ha vissuto con l'obiettivo di abbandonare Capeside nella quale si sente costretta. Quando la madre morì, e anche quando Mike venne arrestato, Dawson è sempre stato vicino a lei confortandola con il suo affetto, probabilmente questa è una delle ragioni per cui identifica in lui un sostegno a cui aggrapparsi oltre al fatto che vede in Dawson una famiglia, egli ha il potere di farla sentire al sicuro.
Nonostante la giovane età è una ragazza estremamente moralista e responsabile, disprezza l'arroganza e la disonestà in ogni sua forma, avendo dovuto imparare velocemente a provvedere da sola alle proprie necessità ha sviluppato un carattere brusco e autoritario come infatti sostiene Dawson la rabbia e il nervosismo sono insiti nella natura di Joey, il suo comportamento spesso fin troppo irreprensibile rappresenta principalmente una maschera per le proprie paure, infatti Joey è fedele al proprio autocontrollo perché le sue insicurezze le impediscono di agire di pura impulsività. È una ragazza molto testarda e orgogliosa, tuttavia come viene sottolineato da Pacey, una delle sue qualità migliori è il fatto che, indipendentemente dal fatto che Joey abbia ragione o torto, difende le sue convinzioni in maniera incontaminata. Benché Joey rifiuti la sola idea di legarsi a un uomo senza esserne emotivamente coinvolta, paradossalmente tende quasi sempre a scappare dai propri sentimenti, infatti l'irrisolutezza di Joey ha sempre ostacolato l'amore che la unisce a Dawson. Nonostante tutto Joey è anche una ragazza intraprendente, passionale e coraggiosa, ha un carattere forte infatti tende a raccogliere sempre le provocazioni, è inoltre una persona saggia, affettuosa e amorevole.
Joey ama molto la letteratura, inoltre è una brava disegnatrice, passione che sua madre le ha trasmesso dato che lei era un'autodidatta, tra l'altro è un'ottima cantante. Curiosamente le poche volte che si ubriaca (in chiave comica) manifesta una personalità allegra, spensierata e divertente. Nonostante sia Dawson il protagonista della serie, è la trama di Joey quella che col progredire del filo narrativo diventa più dominante, specialmente nella sesta e ultima stagione, inoltre Joey è l'unico personaggio che è apparso in tutti gli episodi.

## Biografia

### Prima stagione
Joey lavora insieme a sua sorella Bessie all'Icehouse, il diner di loro proprietà, inoltre Bessie è incinta, l'equilibrio nel rapporto tra Dawson e Joey viene involontariamente danneggiato da Jen Lindley, ragazza affascinante e che si trasferisce da New York dato che Dawson si infatua di lei e con la quale intraprende una relazione. Joey e Jen in qualche modo si prendono in simpatia, tuttavia la loro latente rivalità impedisce a entrambe di essere vere amiche, le due ragazze si contendono il cuore di Dawson, egli però non sospetta che Joey lo ami dal momento che non la vede come niente di più di un'amica, pur cominciando a intuirlo e inconsapevolmente a ricambiarla, tanto che anche Jen inizia a sentirsi minacciata da Joey quando comprende che lei è innamorata del suo ragazzo. Joey diventa zia, infatti Bessie dà alla luce il piccolo Alexander, anche grazie all'intervento di Evelyn (la nonna di Jen) che avendo lavorato in passato come infermiera ha aiutato Bessie con il parto. Joey purtroppo, pur desiderando Dawson, si rifiuta di confessargli i suoi sentimenti, è terrorizzata all'idea di non controllare le conseguenze sapendo che tra lei e il ragazzo che ama cambierebbe tutto. Quando Jen lascia Dawson, quest'ultimo inizia a maturare per Joey un interesse diverso, capisce ormai di amarla però Joey sta prendendo in considerazione la possibilità di andare a Parigi con una borsa di studio, ma Dawson la convince a rimanere a Capeside non volendo più reprimere ciò che prova per lei.

### Seconda stagione
Avendo rinunciato a Parigi per stare con Dawson, in un primo momento Joey dà l'impressione di essere felice ora che può avere con lui una relazione di natura romantica, ma in breve la ragazza viene perseguitata dal senso di vuoto: desidera crescere ed esplorare il proprio individualismo, si è resa conto di aver amato Dawson per tanto tempo, al punto che al di fuori del loro amore Joey non ha altri punti di riferimento. Joey è sempre più confusa dal dualismo nei confronti dei propri sentimenti per Dawson, ha paura di perderlo ma al contempo vuole distanzarsi da lui, inoltre inizia a provare qualcosa per Jack McPhee, al quale ha offerto un lavoro come cameriere all'Icehouse, i due finiscono persino col scambiarsi un bacio. Joey, pur amando Dawson, non sentendosi capita da lui lo lascia, avverte la necessità di trovare la sua identità oltre i confini del loro amore. Il rapporto tra Joey e Jen è cambiato, ormai hanno maturato un'amicizia sincera, inoltre Joey arriva anche a intraprendere una relazione con Jack, che però inesorabilmente finisce quando lui le confessa di essere gay, i due si limitano quindi a rimanere buoni amici. Mike esce di prigione, le figlie lo riaccolgono a casa, sembra che si sia trasformato in un uomo diverso, ora desidera diventare un uomo responsabile e guadagnarsi da vivere onestamente. Joey ritorna insieme a Dawson, adesso la loro relazione è più equilibrata, infatti appare evidente che Joey ora si sente più completa a fianco a Dawson, ma purtroppo la sua felicità dura poco, infatti Dawson scopre che Mike ha ricominciato a spacciare droga, si è pure messo nei guai, tanto che uno spacciatore rivale arriva a dare fuoco all'Icehouse. Joey viene praticamente costretta da Dawson a consegnare alla polizia le prove per incriminare Mike, riuscendo a farlo arrestare, affranta dal dolore lascia Dawson non potendo perdonarlo per averle addossato l'incombenza di mandare in prigione il padre.

### Terza stagione
Dawson torna a Capeside dopo aver trascorso l'estate a Filadelfia, lui e Joey non si sono tenuti in contatto. La ragazza, ormai pentitasi di averlo lasciato, tenta di riconquistarlo provando a fare l'amore con lui ma Dawson, pur continuando a volerle bene, sceglie di rifiutarla ritenendo che, indipendentemente dal fortissimo legame che li unisce, devono imparare ad essere più indipendenti l'una dall'altro, altrimenti finiranno col distruggere il loro amore. Joey in un primo momento inizia a lavorare alla rimessa navale, ma viene licenziata dal suo capo Rob per via dei loro vicendevoli dissapori; trova conforto comunque nell'amicizia di Pacey e ai due viene in mente l'idea di trasformare la casa di Joey e Bessie in un bed & breakfast anche con l'aiuto del padre di Pacey che essendo lo sceriffo di Capeside ha messo a disposizione il corpo di polizia per i lavori di ristrutturazione.
Il rapporto tra Joey e Dawson sta mutando, i due continuano a essere amici ma Joey si sta abituando a non aver più bisogno di lui come prima. Joey inizia a uscire con A.J. un giovane studente di Harvard, ma dopo poco tempo lo lascia capendo di essersi innamorata di Pacey benché tentasse di negarlo. Dato che Pacey è il miglior amico di Dawson, temendo che quest'ultimo reagisca male davanti al loro amore, Joey e Pacey tentano prima con una relazione segreta, ma Dawson finisce col scoprirlo; si sente ferito e oltraggiato e in reazione a ciò capisce di voler riconquistare la sua ex.
Joey è contesa da Dawson e Pacey ma prova sentimenti diversi per i due ragazzi. Il suo amore per Pacey la rende insicura ed essendo troppo abituata a contare sull'amicizia di Dawson non vuole rischiare di perderla, e dunque decide di rinunciare a Pacey. Quando Dawson capisce che Joey ama veramente Pacey sceglie di lasciarla andare via, avendo compreso che sarebbe ingiusto precluderle la possibilità di essere felice con Pacey solo per rispetto nei confronti della loro amicizia. Infine Joey e Pacey decidono di partire insieme per trascorrere l'estate in barca.

### Quarta stagione
Joey e Pacey tornano a Capeside dopo aver trascorso in barca tutta l'estate mantenendosi con dei lavori, è l'ultimo anno di liceo e Joey trova un lavoro come cameriera allo Yacht Club. Nonostante l'amore che Joey prova per Pacey, e benché sia felice insieme a lui, non riesce totalmente e dimenticare Dawson, i due tornano rapidamente a essere amici, inoltre adesso Dawson ha intrapreso una relazione con Gretchen, la sorella maggiore di Pacey, effettivamente in più occasioni Joey tradisce la propria gelosia quando li vede insieme.
Almeno in apparenza Joey pare avere una consapevolezza assoluta sull'amore per Pacey, tanto che con lui perde la propria verginità, tuttavia lei è ancora legata all'egemonica figura di Dawson, tanto da negare di aver fatto l'amore con Pacey quando Dawson arriva domandarglielo, solo in un secondo momento gli racconta la verità, quando Dawson le permette di frequentare la prestigiosa università di Worthington a Boston pagando la tassa di iscrizione che Joey da sola non poteva sostenere. Proprio il fatto che a breve, dopo il diploma, Joey lascerà Capiside per andare a studiare a Boston, crea un ostacolo quasi insormontabile che l'amore tra lei e Pacey non può superare, quest'ultimo non intende andare all'università e non sembra sicuro di voler progettare un futuro che implichi lasciare Capeside, Pacey è sempre più ossessionato dall'idea di non essere all'altezza di Joey che diversamente da lui ha davanti a sé un futuro brillante. Quest'ultima per ostinazione si rifiuta di rinunciare a lui non volendo perderlo, ma Pacey non intende seguitare la loro relazione, infatti più Joey continua ad amarlo e più lui si sente frustrato, tanto che Pacey decide di lasciarla, temendo che continuando a rimanere con Joey avrebbe soltanto ostacolato le sue ambizioni, anche perché ormai non era più capace di amarla con affetto e passione.
Joey si diploma con tutti i suoi amici, proprio lei tiene il discorso durante la cerimonia, intanto Gretchen lascia Dawson, e nonostante Joey non abbia ancora superato l'abbandono di Pacey (che ha lasciato Capeside) il suo amore per Dawson riemerge con prepotenza, lui a breve si trasferirà a Los Angeles per frequentare la scuola di cinema, Dawson ritiene comunque che lui e Joey, per il bene di entrambi, devono dividersi.

### Quinta stagione
Joey ora vive a Boston, nel dormitorio di Worthington abitando con Audrey Liddell, sua coinquilina con la quale stringe amicizia, tra l'altro anche Jack e Jen si sono trasferiti a Boston insieme a Evelyn dividendo la stessa casa, Joey ammette che è piacevole poterli avere accanto perché è come sentirsi parte di una famiglia. Benché l'intenzione di Joey fosse quella di costruirsi una nuova vita, lei ancora non riesce a dimenticare Dawson, il quale a sua volta non è capace di rinunciare a lei. Joey e Dawson sono in conflitto con i propri sentimenti, temono infatti che il loro amore stia impedendo a entrambi di crescere, tuttavia quando Dawson viene a Boston per una breve visita non trova il coraggio di tornare a Los Angeles, lui e Joey vogliono fare un altro tentativo per salvare il loro amore.
In seguito scopre che Pacey vive a Boston, ora lavora come cuoco in un prestigioso ristorante, dato che ormai hanno appianato le loro divergenze tornano a essere ottimi amici. Mitch, il padre di Dawson, muore in un incidente stradale, ciò crea una frattura tra lui e Joey, questo porta Dawson a riavvicinarsi a Jen con la quale torna insieme, scatenando in Joey dei sentimenti ambivalenti: anche se è delusa in parte prova sollievo dato che lei al contrario di Jen non era capace di aiutare Dawson a elaborare il lutto per la perdita di Mitch.
Finisce in un primo momento per infatuarsi di David Wilder, suo insegnante della facoltà, che pur ricambiando l'attrazione di Joey preferisce astenersi dall'avere con lei una relazione non ritenendolo opportuno dato che è una sua studentessa. Anche se la storia tra Dawson e Jen volge al termine e nonostante Dawson desiderasse riconquistare Joey, quest'ultima avrà invece una relazione con il giovane musicista Charlie Todd (l'ex ragazzo di Jen) anche se poi lo lascia per dare a Charlie l'opportunità di dedicarsi completamente alla sua carriera musicale.
Finalmente Joey si fa coraggio e confessa a Dawson il suo amore per lui, contemporaneamente si riconcilia anche con Jen. Adesso Dawson ha deciso di tornare a Los Angeles e nonostante Joey avesse l'opportunità di seguirlo, lei ritiene giusto che per ora percorrano strade differenti dato che hanno aspirazioni diverse, nella speranza che in futuro il loro amore li riunirà.

### Sesta stagione
Joey ha trascorso l'estate a Capeside lavorando come cameriera allo Yacth Club, torna poi a Boston concentrandosi sugli studi, in particolare sul corso di letteratura del professor Hetson con il quale Joey instaura uno strano rapporto di stima-antipatia, finendo anche col fare da baby sitter alla figlia adolescente Harley, con la quale diventa amica. Dawson va a farle visita per il suo compleanno, i due in uno slancio di passione finiscono a letto insieme.
Proprio quando sembrava che niente potesse più ostacolare l'amore tra Dawson e Joey, quest'ultima scopre che Dawson ha una fidanzata di nome Natasha, benché l'avesse lasciata poco dopo aver fatto l'amore con Joey. Lei non può accettare un comportamento così disonesto, anche se Dawson ama solo Joey, considerandola l'unica ragazza con la quale desidera stare ritenendo la sua relazione con Natasha priva di importanza, Joey è comunque irremovibile: lei e Dawson non possono più stare insieme, Joey ha trascorso troppo tempo a vivere nel mito del loro amore ma ora ha compreso che le speranze che ha coltivato sul loro rapporto non si conciliano con il mondo imperfetto in cui vivono, persino Pacey è arrivato ad affermare che l'amore tra Joey e Dawson era diventato "strutturalmente malsano".
Joey si innamora di Eddie Doling, un barista che lavora all'Hell's Kitchen dove anche Joey trova un impiego come cameriera, benché contemporaneamente comprenda di provare ancora dei sentimenti per Pacey. Quando Audrey, ormai incapace di controllare la propria dipendenza da droghe e alcolici, necessita di aiuto, Joey la convince a farsi internare in una clinica per disintossicarsi. Joey scopre che Eddie ha molto talento per la scrittura, convince quindi Hetson a farlo ammettere a una prestigiosa scuola per scrittori in California, successivamente Eddie propone a Joey un'estate insieme in Europa, ma lei non ne pare affatto entusiasta, non sentendosi pronta per condividere con lui un'esperienza del genere, tanto che Eddie la lascia capendo che Joey è ancora troppo immatura.
Dato che Joey e Dawson sono tornati amici, lo aiuta a realizzare il film indipendente che lui voleva girare a Capeside, anche con l'aiuto di Audrey, Pacey, Jen e Jack. Tra l'altro Joey saluta Jack, Jen e Evelyn che lasciano Boston per trasferirsi a New York.
Sono trascorsi cinque anni, Joey ora vive a New York e lavora in una redazione letteraria, la madre di Dawson sta per sposarsi ma Joey non intende andare a Capeside per il matrimonio, tuttavia cambia idea quando scopre che il proprio fidanzato vuole chiederle di sposarla, e dunque colta dal panico va a Capeside non essendo sicura di ciò che desidera. Joey rivede con gioia i suoi amici, compresi Dawson e Pacey, capisce di amarli ancora pur non riuscendo a fare chiarezza sui propri sentimenti. Tutti quanti però affrontano un momento molto difficile quando scoprono che Jen è malata e che le resta poco da vivere, prima di morire Jen esorta Joey a scegliere il ragazzo che ama e con cui desidera trascorrere la sua vita. Dopo che Jen muore, Joey capisce che non intende più scappare dalla felicità, lei e Pacey ritornano insieme avendo capito che lui è quello con cui doveva stare fin dall'inizio, Dawson è la sua anima gemella e l'amore che prova per lui esisterà anche oltre la vita terrena, ma a unirla a Pacey è un amore reale e appassionato. Pacey e Joey vanno a vivere a New York insieme rimanendo con Dawson in buoni rapporti di amicizia.